# 슈테판 프라이
슈테판 프라이(Stefan Frei, 1986년 4월 20일 ~ )는 스위스 태생 미국의 축구 선수로 현재 메이저 리그 사커의 시애틀 사운더스에서 주전 골키퍼이자 주장으로 활약 중이며 스위스 청소년 대표팀 출신이다.

## 유스 선수 경력
슈테판 프라이는 1990년대 스위스에서 미국으로 이민을 갔으며, 캘리포니아주 콩코드의 드 라 살 고등학교를 졸업하고 캘리포니아 대학교 버클리에서 대학교 축구선수로 활약하였다. 대학교 축구선수로 활약하는 동안 프라이는 USL 리그 2의 샌프란시스코 실스와 새너제이 프로그스에서도 선수생활을 했다.

## 프로 선수 경력

### 토론토 FC
프라이는 2009년 메이저 리그 사커 슈퍼드래프트에서 1라운드(전체 13순위이자 골키퍼 1순위)에 지명되며 토론토 FC에 입단하게 되었다.
프라이는 2009년 3월 21일 토론토 FC의 2009년 메이저 리그 사커 첫 경기에 출전하며 캔자스시티 위저즈를 상대로 프로 데뷔 무대를 가졌다.

### 시애틀 사운더스
2013년 12월 10일 프라이는 토론토 FC에서 시애틀 사운더스 FC로 이적했다.

## 경력 통계
2019년 8월 4일  기준
| 클럽               | 시즌      | MLS  | MLS  | 플레이오프 | 플레이오프 | 컵 대회 | 컵 대회 | 챔피언스리그 | 챔피언스리그 | 합계 | 합계 |
| 클럽               | 시즌      | 경기 | 득점 | 경기       | 득점       | 경기    | 득점    | 경기         | 득점         | 경기 | 득점 |
| ------------------ | --------- | ---- | ---- | ---------- | ---------- | ------- | ------- | ------------ | ------------ | ---- | ---- |
| 토론토 FC          | 2009      | 26   | 0    | —          | —          | 3       | 0       | —            | —            | 29   | 0    |
| 토론토 FC          | 2010      | 28   | 0    | —          | —          | 2       | 0       | 1            | 0            | 30   | 0    |
| 토론토 FC          | 2011      | 27   | 0    | —          | —          | 4       | 0       | —            | —            | 31   | 0    |
| 토론토 FC          | 2012      | 0    | 0    | —          | —          | 0       | 0       | 1            | 0            | 1    | 0    |
| 토론토 FC          | 2013      | 1    | 0    | —          | —          | 0       | 0       | 0            | 0            | 1    | 0    |
| 토론토 FC          | 합계      | 82   | 0    | —          | —          | 9       | 0       | 2            | 0            | 93   | 0    |
| 시애틀 사운더스 FC | 2014      | 34   | 0    | 4          | 0          | 1       | 0       | —            | —            | 39   | 0    |
| 시애틀 사운더스 FC | 2015      | 31   | 0    | 3          | 0          | 0       | 0       | 1            | 0            | 35   | 0    |
| 시애틀 사운더스 FC | 2016      | 33   | 0    | 6          | 0          | 0       | 0       | 2            | 0            | 41   | 0    |
| 시애틀 사운더스 FC | 2017      | 33   | 0    | 4          | 0          | 0       | 0       | —            | —            | 38   | 0    |
| 시애틀 사운더스 FC | 2018      | 33   | 0    | 2          | 0          | 0       | 0       | 4            | 0            | 39   | 0    |
| 시애틀 사운더스 FC | 2019      | 23   | 0    | 0          | 0          | 0       | 0       | 0            | 0            | 23   | 0    |
| 시애틀 사운더스 FC | 합계      | 187  | 0    | 19         | 0          | 1       | 0       | 7            | 0            | 214  | 0    |
| 경력 통산          | 경력 통산 | 269  | 0    | 19         | 0          | 10      | 0       | 9            | 0            | 307  | 0    |
| 참조:              |           |      |      |            |            |         |         |              |              |      |      |

1. ↑  캐나다 챔피언십, US 오픈컵.

## 수상

### 클럽
토론토 FC
- 캐나다 챔피언십 : 우승 (2009, 2010, 2011, 2012), 4강 (2013)
- CONCACAF 챔피언스컵 : 4강 (2011-12)

시애틀 사운더스
- MLS컵 : 우승 (2016, 2019), 준우승 (2017, 2020), 4강 (2014)
- CONCACAF 챔피언스컵 : 우승 (2021-22)
- 리그스컵 : 준우승 (2021)
- MLS 서포터스 실드 : 우승 (2014)

### 개인
- 레드 패치 보이스 올해의 선수: 2010[7]
- MLS컵 MVP: 2016[8]
- 메이저 리그 사커 올스타: 2017[9][10]
- 메이저 리그 사커 올해의 선방: 2018[11]